# Cogreg (Parung)
Cogreg is een bestuurslaag in het regentschap Bogor van de provincie West-Java, Indonesië. Cogreg telt 15.611 inwoners (volkstelling 2010).